# Pramenské pastviny
Pramenské pastviny je Evropsky významná lokalita v okrese Cheb v Karlovarském kraji, vyhlášená v roce 2004. Lokalita je zahrnuta do soustavy Natura 2000. Důvodem ochrany je ochrana rožce kuřičkolistého, svízele sudetského a sleziníku nepravého.

## Popis oblasti
Lokalita se nachází přibližně 1,2 km severně od obce Prameny, asi 4 km jihozápadně od obce Nová Ves v centrální části Chráněné krajinné oblasti Slavkovský les. Území lokality tvoří nápadný skalní výchoz obklopený pastvinami. Severně od lokality se ve vzdálenosti necelých 100 m nachází vodní kanál Dlouhá stoka (významná technická památka). Územím neprochází žádná turisticky značená trasa, přístup je možný od silnice Prameny – Čistá po pěšině podél Dlouhé stoky.

## Přírodní poměry

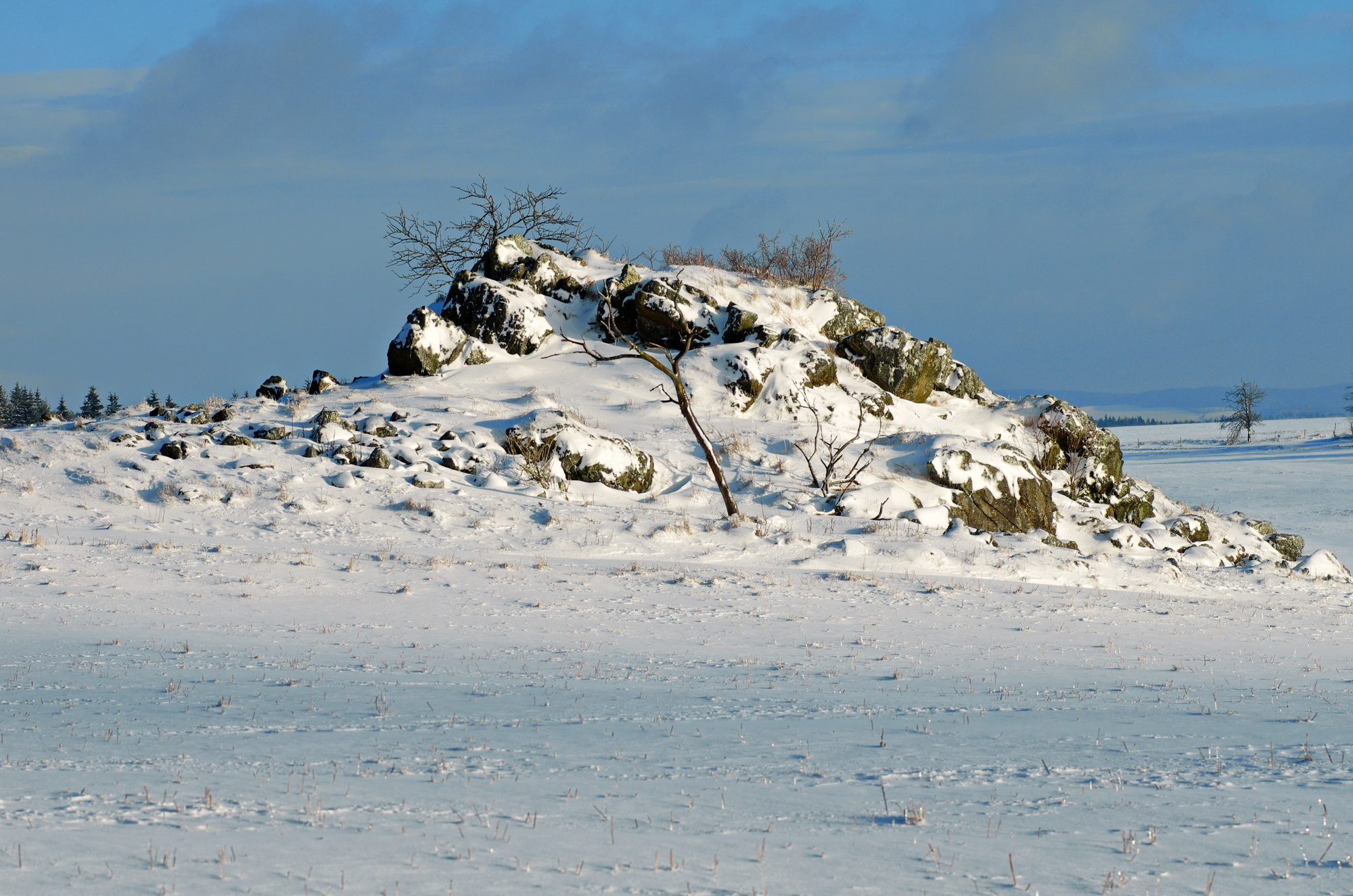
v lednu 2015

Území náleží do celku Slavkovský les, podcelku Hornoslavkovská vrchovina, okrsku Krásenská vrchovina. Geologický podklad tvoří serpentinit (hadec) tělesa Mnichovských hadců, největšího komplexu hadců v České republice.
Na území se nachází rostlinná společenství hadcové skalní vegetace, vyskytuje se zde řada chráněných rostlinných druhů. Ve skalních štěrbinách roste hojně hadcová kapradina sleziník nepravý (Asplenium adulterinum), na skalních terasách rožec kuřičkolistý (Cerastium alsinifolium) a svízel sudetský (Galium sudeticum). Podle nových poznatků z podrobného mapování výskytu rožce kuřičkolistého v oblasti Mnichovských hadců jsou tyto rostliny často tvořeny kříženci s rožcem rolním (Cerastium arvense).. Z dalších chráněných druhů rostlin se vyskytuje zimostrázek alpský (Polygala chamaebuxus), hrachor horský (Lathyrus linifolius), prha arnika (Arnica montana), kociánek dvoudomý (Antennaria dioica).
Ze zoologického hlediska je lokalita zajímavá výskytem užovky hladké (Coronella austriaca).